# J1 League 2022
La J1 League 2022, también conocida como la Meiji Yasuda J1 League 2022 por razones de patrocinio, fue la quincuagésima séptima temporada de la máxima categoría del fútbol en Japón, y la trigésima desde el establecimiento de la J. League en el año 1993. La temporada se volvió a jugar con 18 equipos. Comenzó el 18 de febrero y terminó el 5 de noviembre del mismo año debido a la Copa Mundial de Fútbol de 2022 que inició el 20 de ese mes.
El campeón fue Yokohama F. Marinos que consiguió su quinto título en la historia de la competición.

## Equipos
Un total de 18 equipos disputaron la liga. En 2021, descendieron cuatro equipos a la J2 League 2022, estos fueron Oita Trinita, Yokohama F. C., Tokushima Vortis y Vegalta Sendai. Júbilo Iwata, campeón de la J2 League 2021 regresó a la J1 League tras una ausencia de dos años, y Kyoto Sanga, que volvió a la máxima categoría luego de 11 temporadas.

### Ascensos y descensos
| Pos  | Descendidos en la temporada 2021 |
| ---- | -------------------------------- |
| 17.º | Tokushima Vortis                 |
| 18.º | Oita Trinita                     |
| 19.º | Vegalta Sendai                   |
| 20.º | Yokohama F. C.                   |

| Pos | Ascendidos de la J2 League 2021 |
| --- | ------------------------------- |
| 1.º | Júbilo Iwata                    |
| 2.º | Kyoto Sanga                     |

### Datos generales
| Equipo              | Ciudad        | Estadio                              | Capacidad     |
| ------------------- | ------------- | ------------------------------------ | ------------- |
| Avispa Fukuoka      | Fukuoka       | Estadio Level-5                      | 21 562        |
| Cerezo Osaka        | Osaka         | Estadio Yanmar Nagai Estadio Kincho  | 47 853 24 481 |
| Consadole Sapporo   | Sapporo       | Domo de Sapporo                      | 38 794        |
| F. C. Tokio         | Tokio         | Estadio Ajinomoto                    | 47 851        |
| Gamba Osaka         | Suita (Osaka) | Estadio Panasonic Suita              | 39 694        |
| Kashima Antlers     | Kashima       | Estadio de Kashima                   | 38 669        |
| Kashiwa Reysol      | Kashiwa       | Hitachi Kashiwa Soccer Stadium       | 15 109        |
| Kawasaki Frontale   | Kawasaki      | Estadio Todoroki Kawasaki            | 26 827        |
| Nagoya Grampus      | Nagoya        | Estadio Toyota Estadio Paloma Mizuho | 43 739 27 000 |
| Kyoto Sanga         | Kioto         | Estadio Nishikyogoku                 | 20 300        |
| Sanfrecce Hiroshima | Hiroshima     | Estadio EDION Hiroshima              | 35 909        |
| Sagan Tosu          | Tosu (Saga)   | Estadio de Tosu                      | 24 130        |
| Shimizu S-Pulse     | Shizuoka      | Estadio IAI Nihondaira               | 19 594        |
| Shonan Bellmare     | Hiratsuka     | Estadio Shonan BMW Hiratsuka         | 15 380        |
| Urawa Reds          | Saitama       | Estadio Saitama 2002                 | 62 010        |
| Vissel Kobe         | Kobe          | Misaki Park Stadium                  | 28 996        |
| Júbilo Iwata        | Iwata         | Estadio Yamaha                       | 15 165        |
| Yokohama F. Marinos | Yokohama      | Estadio Nissan                       | 71 822        |

### Información
| Club                | Técnico             | Capitán           | Marca       |
| ------------------- | ------------------- | ----------------- | ----------- |
| Consadole Sapporo   | Mihailo Petrović    | Hiroki Miyazawa   | Mizuno      |
| Kashima Antlers     | René Weiler         | Kento Misao       | Nike        |
| Urawa Red Diamonds  | Ricardo Rodríguez   | Shusaku Nishikawa | Nike        |
| Kashiwa Reysol      | Nelsinho Baptista   | Hidekazu Otani    | YONEX       |
| F. C. Tokio         | Albert Puig         | Keigo Higashi     | New Balance |
| Júbilo Iwata        | Akira Ito           | Kosuke Yamamoto   | Admiral     |
| Yokohama F. Marinos | Kevin Muscat        | Takuya Kida       | Adidas      |
| Kawasaki Frontale   | Toru Oniki          | Shogo Taniguchi   | Puma        |
| Shonan Bellmare     | Satoshi Yamaguchi   | Takuya Okamoto    | Penalty     |
| Shimizu S-Pulse     | Zé Ricardo          | Ryo Takeuchi      | Puma        |
| Kyoto Sanga         | Cho Kwi-jae         | Temma Matsuda     | Puma        |
| Nagoya Grampus      | Kenta Hasegawa      | Yuichi Maruyama   | Mizuno      |
| Gamba Osaka         | Tomohiro Katanosaka | Genta Miura       | Umbro       |
| Cerezo Osaka        | Akio Kogiku         | Hiroshi Kiyotake  | Puma        |
| Vissel Kobe         | Miguel Ángel Lotina | Andrés Iniesta    | Asics       |
| Sanfrecce Hiroshima | Michael Skibbe      | Sho Sasaki        | Nike        |
| Avispa Fukuoka      | Shigetoshi Hasebe   | Hiroyuki Mae      | YONEX       |
| Sagan Tosu          | Kenta Kawai         | Eduardo           | New Balance |

## Clasificación
| Pos. | Equipo                  | Pts. | PJ | G  | E  | P  | GF | GC | Dif. | Clasificación 2023                     |
| ---- | ----------------------- | ---- | -- | -- | -- | -- | -- | -- | ---- | -------------------------------------- |
| 1    | Yokohama F. Marinos (C) | 68   | 34 | 20 | 8  | 6  | 70 | 35 | +35  | Fase de grupos de la Liga de Campeones |
| 2    | Kawasaki Frontale       | 66   | 34 | 20 | 6  | 8  | 65 | 42 | +23  | Fase de grupos de la Liga de Campeones |
| 3    | Sanfrecce Hiroshima     | 55   | 34 | 15 | 10 | 9  | 52 | 41 | +11  |                                        |
| 4    | Kashima Antlers         | 52   | 34 | 13 | 13 | 8  | 47 | 42 | +5   |                                        |
| 5    | Cerezo Osaka            | 51   | 34 | 13 | 12 | 9  | 46 | 40 | +6   |                                        |
| 6    | F. C. Tokio             | 49   | 34 | 14 | 7  | 13 | 46 | 43 | +3   |                                        |
| 7    | Kashiwa Reysol          | 47   | 34 | 13 | 8  | 13 | 43 | 44 | −1   |                                        |
| 8    | Nagoya Grampus          | 46   | 34 | 11 | 13 | 10 | 30 | 35 | −5   |                                        |
| 9    | Urawa Red Diamonds      | 45   | 34 | 10 | 15 | 9  | 48 | 39 | +9   | Play-off de la Liga de Campeones       |
| 10   | Consadole Sapporo       | 45   | 34 | 11 | 12 | 11 | 45 | 55 | −10  |                                        |
| 11   | Sagan Tosu              | 42   | 34 | 9  | 15 | 10 | 44 | 43 | +1   |                                        |
| 12   | Shonan Bellmare         | 41   | 34 | 10 | 11 | 13 | 31 | 39 | −8   |                                        |
| 13   | Vissel Kobe             | 40   | 34 | 11 | 7  | 16 | 35 | 41 | −6   |                                        |
| 14   | Avispa Fukuoka          | 38   | 34 | 9  | 11 | 14 | 29 | 38 | −9   |                                        |
| 15   | Gamba Osaka             | 37   | 34 | 9  | 10 | 15 | 33 | 44 | −11  |                                        |
| 16   | Kyoto Sanga (O)         | 36   | 34 | 8  | 12 | 14 | 30 | 38 | −8   | Promoción por la permanencia           |
| 17   | Shimizu S-Pulse (D)     | 33   | 34 | 7  | 12 | 15 | 43 | 53 | −10  | Descenso a J2 League                   |
| 18   | Júbilo Iwata (D)        | 30   | 34 | 6  | 12 | 16 | 32 | 57 | −25  | Descenso a J2 League                   |

 Fuente: Meiji Yasuda J1 League
Criterios de clasificación: Puntos · Diferencia de goles · Goles a favor · Enfrentamientos directos · Puntos fair-play · Play-off.
Notas:
1. ↑  El campeón de la Copa del Emperador 2022 (Ventforet Kofu, equipo de la J2 League) obtuvo un cupo a la Fase de grupos de la Liga de Campeones.
2. ↑  Urawa Red Diamonds tomó el lugar de Sanfrecce Hiroshima en la ronda de play-off de la Liga de Campeones 2023-24 debido a que fue campeón de la Liga de Campeones 2022.

## Resultados
- Los horarios corresponden al huso horario de Japón (UTC+9).

### Primera vuelta
| Kawasaki Frontale   | 1 - 0 | F. C. Tokio        | Todoroki Kawasaki    | 18 de febrero | 19:00 |
| Yokohama F. Marinos | 2 - 2 | Cerezo Osaka       | Nissan               | 19 de febrero | 14:00 |
| Shimizu S-Pulse     | 1 - 1 | Consadole Sapporo  | IAI Nihondaira       | 19 de febrero | 14:00 |
| Kyoto Sanga         | 1 - 0 | Urawa Red Diamonds | Nishikyogoku         | 19 de febrero | 14:00 |
| Gamba Osaka         | 1 - 3 | Kashima Antlers    | Panasonic Suita      | 19 de febrero | 14:00 |
| Sanfrecce Hiroshima | 0 - 0 | Sagan Tosu         | EDION Hiroshima      | 19 de febrero | 14:00 |
| Avispa Fukuoka      | 1 - 1 | Júbilo Iwata       | Level-5              | 19 de febrero | 14:00 |
| Shonan Bellmare     | 0 - 2 | Kashiwa Reysol     | Shonan BMW Hiratsuka | 19 de febrero | 15:00 |
| Nagoya Grampus      | 2 - 0 | Vissel Kobe        | Paloma Mizuho        | 19 de febrero | 15:00 |

| Júbilo Iwata       | 1 - 2 | Shimizu S-Pulse     | Yamaha             | 26 de febrero | 13:30 |
| Cerezo Osaka       | 1 - 1 | Kyoto Sanga         | Yanmar Nagai       | 26 de febrero | 14:00 |
| Consadole Sapporo  | 1 - 1 | Sanfrecce Hiroshima | Domo de Sapporo    | 26 de febrero | 15:00 |
| Kashima Antlers    | 0 - 2 | Kawasaki Frontale   | Estadio de Kashima | 26 de febrero | 15:00 |
| Urawa Red Diamonds | 0 - 1 | Gamba Osaka         | Saitama 2002       | 26 de febrero | 15:00 |
| Sagan Tosu         | 1 - 1 | Shonan Bellmare     | Estadio de Tosu    | 26 de febrero | 15:00 |
| Vissel Kobe        | 0 - 0 | Avispa Fukuoka      | Misaki Park        | 26 de febrero | 16:00 |
| Kashiwa Reysol     | 3 - 1 | Yokohama F. Marinos | Hitachi Kashiwa    | 27 de febrero | 15:00 |
| F. C. Tokio        | 0 - 0 | Nagoya Grampus      | Ajinomoto          | 20 de abril   | 19:00 |

| Kyoto Sanga         | 1 - 4 | Júbilo Iwata      | Nishikyogoku       | 5 de marzo | 14:00 |
| Yokohama F. Marinos | 2 - 0 | Shimizu S-Pulse   | Nissan             | 6 de marzo | 14:00 |
| Nagoya Grampus      | 1 - 1 | Sagan Tosu        | Paloma Mizuho      | 6 de marzo | 14:00 |
| Avispa Fukuoka      | 0 - 0 | Consadole Sapporo | Level-5            | 6 de marzo | 14:00 |
| Kashima Antlers     | 1 - 0 | Kashiwa Reysol    | Estadio de Kashima | 6 de marzo | 15:00 |
| Urawa Red Diamonds  | 2 - 0 | Shonan Bellmare   | Saitama 2002       | 6 de marzo | 15:00 |
| Gamba Osaka         | 2 - 2 | Kawasaki Frontale | Panasonic Suita    | 6 de marzo | 15:00 |
| Cerezo Osaka        | 0 - 1 | F. C. Tokio       | Yanmar Nagai       | 6 de marzo | 16:00 |
| Sanfrecce Hiroshima | 1 - 1 | Vissel Kobe       | EDION Hiroshima    | 6 de marzo | 16:00 |

| Vissel Kobe       | 0 - 2 | Kashima Antlers     | Misaki Park          | 11 de marzo | 19:00 |
| Consadole Sapporo | 1 - 1 | Yokohama F. Marinos | Domo de Sapporo      | 12 de marzo | 14:00 |
| Shimizu S-Pulse   | 1 - 3 | Cerezo Osaka        | IAI Nihondaira       | 12 de marzo | 14:00 |
| Júbilo Iwata      | 1 - 1 | Gamba Osaka         | Yamaha               | 12 de marzo | 14:00 |
| F. C. Tokio       | 2 - 1 | Sanfrecce Hiroshima | Ajinomoto            | 12 de marzo | 15:00 |
| Shonan Bellmare   | 1 - 1 | Kyoto Sanga         | Shonan BMW Hiratsuka | 12 de marzo | 15:00 |
| Kashiwa Reysol    | 1 - 0 | Avispa Fukuoka      | Hitachi Kashiwa      | 12 de marzo | 16:00 |
| Kawasaki Frontale | 1 - 0 | Nagoya Grampus      | Todoroki Kawasaki    | 12 de marzo | 17:00 |
| Sagan Tosu        | 1 - 0 | Urawa Red Diamonds  | Estadio de Tosu      | 13 de marzo | 15:00 |

| Yokohama F. Marinos | 0 - 0 | Sagan Tosu        | Nissan             | 18 de marzo | 19:00 |
| Shimizu S-Pulse     | 0 - 0 | Vissel Kobe       | IAI Nihondaira     | 19 de marzo | 14:00 |
| Kyoto Sanga         | 0 - 1 | F. C. Tokio       | Nishikyogoku       | 19 de marzo | 14:00 |
| Gamba Osaka         | 0 - 1 | Avispa Fukuoka    | Panasonic Suita    | 19 de marzo | 14:00 |
| Sanfrecce Hiroshima | 0 - 2 | Kawasaki Frontale | EDION Hiroshima    | 19 de marzo | 14:00 |
| Kashima Antlers     | 2 - 1 | Shonan Bellmare   | Estadio de Kashima | 19 de marzo | 15:00 |
| Urawa Red Diamonds  | 4 - 1 | Júblio Iwata      | Saitama 2002       | 19 de marzo | 15:00 |
| Cerezo Osaka        | 2 - 2 | Consadole Sapporo | Yanmar Nagai       | 19 de marzo | 16:00 |
| Nagoya Grampus      | 1 - 1 | Kashiwa Reysol    | Toyota             | 20 de marzo | 14:00 |

| Avispa Fukuoka      | 0 - 0 | Sagan Tosu          | Level-5              | 1 de abril | 19:00 |
| Gamba Osaka         | 3 - 1 | Nagoya Grampus      | Panasonic Suita      | 2 de abril | 14:00 |
| Kashiwa Reysol      | 2 - 0 | Júbilo Iwata        | Hitachi Kashiwa      | 2 de abril | 15:00 |
| Kawasaki Frontale   | 1 - 4 | Cerezo Osaka        | Todoroki Kawasaki    | 2 de abril | 15:00 |
| Shonan Bellmare     | 0 - 1 | Sanfrecce Hiroshima | Shonan BMW Hiratsuka | 2 de abril | 15:00 |
| Kashima Antlers     | 2 - 1 | Shimizu S-Pulse     | Estadio de Kashima   | 2 de abril | 16:00 |
| Vissel Kobe         | 1 - 3 | Kyoto Sanga         | Misaki Park          | 2 de abril | 16:00 |
| Consadole Sapporo   | 1 - 1 | Urawa Red Diamonds  | Domo de Sapporo      | 2 de abril | 19:00 |
| Yokohama F. Marinos | 2 - 1 | F. C. Tokio         | Nissan               | 2 de abril | 19:00 |

| Cerezo Osaka        | 0 - 1 | Kashiwa Reysol      | Yanmar Nagai    | 5 de abril | 19:00 |
| Kyoto Sanga         | 1 - 1 | Gamba Osaka         | Nishikyogoku    | 6 de abril | 18:30 |
| F. C. Tokio         | 3 - 1 | Vissel Kobe         | Ajinomoto       | 6 de abril | 19:00 |
| Jubilo Iwata        | 1 - 1 | Kawasaki Frontale   | Yamaha          | 6 de abril | 19:00 |
| Sanfrecce Hiroshima | 2 - 0 | Yokohama F. Marinos | EDION Hiroshima | 6 de abril | 19:00 |
| Avispa Fukuoka      | 0 - 1 | Kashima Antlers     | Level-5         | 6 de abril | 19:00 |
| Sagan Tosu          | 5 - 0 | Consadole Sapporo   | Estadio de Tosu | 6 de abril | 19:00 |
| Urawa Red Diamonds  | 1 - 1 | Shimizu S-Pulse     | Saitama 2002    | 6 de abril | 19:30 |
| Nagoya Grampus      | 2 - 1 | Shonan Bellmare     | Toyota          | 6 de abril | 19:30 |

| Kawasaki Frontale   | 1 - 0 | Kashiwa Reysol      | Todoroki Kawasaki    | 9 de abril  | 19:00 |
| Shimizu S-Pulse     | 1 - 1 | Gamba Osaka         | IAI Nihondaira       | 10 de abril | 13:00 |
| F. C. Tokio         | 0 - 0 | Urawa Red Diamonds  | Ajinomoto            | 10 de abril | 14:00 |
| Vissel Kobe         | 0 - 1 | Cerezo Osaka        | Misaki Park          | 10 de abril | 14:00 |
| Sanfrecce Hiroshima | 1 - 0 | Avispa Fukuoka      | EDION Hiroshima      | 10 de abril | 14:00 |
| Kashima Antlers     | 0 - 3 | Yokohama F. Marinos | Estadio de Kashima   | 10 de abril | 15:00 |
| Shonan Bellmare     | 0 - 0 | Júbilo Iwata        | Shonan BMW Hiratsuka | 10 de abril | 15:00 |
| Nagoya Grampus      | 0 - 2 | Consadole Sapporo   | Toyota               | 10 de abril | 15:00 |
| Kyoto Sanga         | 3 - 1 | Sagan Tosu          | Nishikyogoku         | 10 de abril | 16:00 |

| Yokohama F. Marinos | 4 - 2 | Kawasaki Frontale   | Nissan             | 23 de febrero | 14:00 |
| Urawa Red Diamonds  | 2 - 2 | Vissel Kobe         | Saitama 2002       | 23 de febrero | 16:00 |
| Consadole Sapporo   | 0 - 0 | F. C. Tokio         | Domo de Sapporo    | 16 de abril   | 13:00 |
| Gamba Osaka         | 0 - 1 | Shonan Bellmare     | Panasonic Suita    | 17 de abril   | 14:00 |
| Kashima Antlers     | 0 - 0 | Nagoya Grampus      | Estadio de Kashima | 17 de abril   | 15:00 |
| Sagan Tosu          | 0 - 0 | Shimizu S-Pulse     | Estadio de Tosu    | 17 de abril   | 15:00 |
| Júbilo Iwata        | 2 - 2 | Sanfrecce Hiroshima | Yamaha             | 17 de abril   | 16:00 |
| Avispa Fukuoka      | 0 - 0 | Cerezo Osaka        | Level-5            | 17 de abril   | 17:00 |
| Kashiwa Reysol      | 0 - 2 | Kyoto Sanga         | Hitachi Kashiwa    | 17 de abril   | 19:00 |

| Kawasaki Frontale   | 2 - 1 | Urawa Red Diamonds  | Todoroki Kawasaki | 2 de marzo  | 19:00 |
| Yokohama F. Marinos | 2 - 0 | Vissel Kobe         | Nissan            | 2 de marzo  | 19:30 |
| Júbilo Iwata        | 2 - 1 | Nagoya Grampus      | Yamaha            | 28 de abril | 19:00 |
| Consadole Sapporo   | 1 - 0 | Shonan Bellmare     | Domo de Sapporo   | 29 de abril | 13:05 |
| Shimizu S-Pulse     | 2 - 2 | Sanfrecce Hiroshima | IAI Nihondaira    | 29 de abril | 14:00 |
| Kyoto Sanga         | 0 - 1 | Avispa Fukuoka      | Nishikyogoku      | 29 de abril | 15:00 |
| Kashiwa Reysol      | 1 - 4 | Sagan Tosu          | Hitachi Kashiwa   | 29 de abril | 16:00 |
| Cerezo Osaka        | 0 - 3 | Kashima Antlers     | Yanmar Nagai      | 29 de abril | 16:00 |
| F. C. Tokio         | 2 - 0 | Gamba Osaka         | Ajinomoto         | 29 de abril | 19:00 |

| Nagoya Grampus      | 1 - 1 | Kyoto Sanga         | Toyota               | 3 de mayo  | 14:00 |
| Sanfrecce Hiroshima | 1 - 2 | Kashiwa Reysol      | EDION Hiroshima      | 3 de mayo  | 14:00 |
| Kashima Antlers     | 3 - 1 | Júbilo Iwata        | Estadio de Kashima   | 3 de mayo  | 15:00 |
| Shonan Bellmare     | 1 - 4 | Shimizu S-Pulse     | Shonan BMW Hiratsuka | 3 de mayo  | 15:00 |
| Sagan Tosu          | 1 - 1 | Cerezo Osaka        | Estadio de Tosu      | 3 de mayo  | 15:00 |
| Avispa Fukuoka      | 5 - 1 | F. C. Tokio         | Level-5              | 3 de mayo  | 17:00 |
| Gamba Osaka         | 0 - 0 | Consadole Sapporo   | Panasonic Suita      | 4 de mayo  | 14:00 |
| Vissel Kobe         | 0 - 1 | Kawasaki Frontale   | Misaki Park          | 18 de mayo | 19:00 |
| Urawa Red Diamonds  | 3 - 3 | Yokohama F. Marinos | Saitama 2002         | 18 de mayo | 19:30 |

| Cerezo Osaka        | 2 - 1 | Júbilo Iwata       | Yanmar Nagai    | 6 de mayo | 19:00 |
| Shimizu S-Pulse     | 0 - 2 | Kawasaki Frontale  | IAI Nihondaira  | 7 de mayo | 14:00 |
| Sanfrecce Hiroshima | 3 - 0 | Kashima Antlers    | EDION Hiroshima | 7 de mayo | 14:00 |
| Yokohama F. Marinos | 2 - 1 | Nagoya Grampus     | Nissan          | 7 de mayo | 15:00 |
| Consadole Sapporo   | 1 - 0 | Kyoto Sanga        | Domo de Sapporo | 7 de mayo | 16:00 |
| Avispa Fukuoka      | 0 - 0 | Shonan Bellmare    | Level-5         | 7 de mayo | 17:00 |
| Gamba Osaka         | 2 - 0 | Vissel Kobe        | Panasonic Suita | 8 de mayo | 14:00 |
| F. C. Tokio         | 0 - 1 | Sagan Tosu         | Ajinomoto       | 8 de mayo | 15:00 |
| Kashiwa Reysol      | 0 - 0 | Urawa Red Diamonds | Hitachi Kashiwa | 8 de mayo | 16:00 |

| Urawa Red Diamonds | 0 - 0 | Sanfrecce Hiroshima | Saitama 2002         | 13 de mayo | 19:30 |
| Júbilo Iwata       | 2 - 1 | F. C. Tokio         | Yamaha               | 14 de mayo | 14:00 |
| Nagoya Grampus     | 1 - 0 | Cerezo Osaka        | Toyota               | 14 de mayo | 14:00 |
| Kyoto Sanga        | 0 - 0 | Shimizu S-Pulse     | Nishikyogoku         | 14 de mayo | 14:00 |
| Kashima Antlers    | 4 - 1 | Consadole Sapporo   | Estadio de Kashima   | 14 de mayo | 15:00 |
| Vissel Kobe        | 4 - 0 | Sagan Tosu          | Misaki Park          | 14 de mayo | 15:00 |
| Kawasaki Frontale  | 2 - 0 | Avispa Fukuoka      | Todoroki Kawasaki    | 14 de mayo | 16:00 |
| Shonan Bellmare    | 1 - 4 | Yokohama F. Marinos | Shonan BMW Hiratsuka | 14 de mayo | 16:00 |
| Kashiwa Reysol     | 0 - 1 | Gamba Osaka         | Hitachi Kashiwa      | 14 de mayo | 19:00 |

| Sanfrecce Hiroshima | 3 - 1 | Kyoto Sanga         | EDION Hiroshima      | 21 de mayo | 13:00 |
| Shimizu S-Pulse     | 1 - 2 | Nagoya Grampus      | IAI Nihondaira       | 21 de mayo | 14:00 |
| Cerezo Osaka        | 3 - 1 | Gamba Osaka         | Yanmar Nagai         | 21 de mayo | 14:00 |
| F. C. Tokio         | 0 - 0 | Kashiwa Reysol      | Ajinomoto            | 21 de mayo | 15:00 |
| Shonan Bellmare     | 2 - 1 | Vissel Kobe         | Shonan BMW Hiratsuka | 21 de mayo | 15:00 |
| Urawa Red Diamonds  | 1 - 1 | Kashima Antlers     | Saitama 2002         | 21 de mayo | 17:00 |
| Sagan Tosu          | 0 - 0 | Kawasaki Frontale   | Estadio de Tosu      | 21 de mayo | 17:00 |
| Avispa Fukuoka      | 1 - 0 | Yokohama F. Marinos | Level-5              | 21 de mayo | 19:00 |
| Júbilo Iwata        | 1 - 2 | Consadole Sapporo   | Yamaha               | 22 de mayo | 15:00 |

| Consadole Sapporo   | 1 - 6 | Kashiwa Reysol      | Domo de Sapporo    | 25 de mayo  | 19:00 |
| Kashima Antlers     | 4 - 4 | Sagan Tosu          | Estadio de Kashima | 25 de mayo  | 19:00 |
| Kawasaki Frontale   | 0 - 4 | Shonan Bellmare     | Todoroki Kawasaki  | 25 de mayo  | 19:00 |
| Yokohama F. Marinos | 2 - 0 | Kyoto Sanga         | Nissan             | 25 de mayo  | 19:00 |
| Shimizu S-Pulse     | 0 - 3 | F. C. Tokio         | IAI Nihondaira     | 25 de mayo  | 19:00 |
| Cerezo Osaka        | 2 - 0 | Urawa Red Diamonds  | Yanmar Nagai       | 25 de mayo  | 19:00 |
| Vissel Kobe         | 0 - 0 | Júbilo Iwata        | Misaki Park        | 25 de mayo  | 19:00 |
| Nagoya Grampus      | 1 - 0 | Avispa Fukuoka      | Toyota             | 25 de mayo  | 19:30 |
| Gamba Osaka         | 2 - 0 | Sanfrecce Hiroshima | Panasonic Suita    | 29 de junio | 19:00 |

| Sanfrecce Hiroshima | 1 - 0 | Nagoya Grampus      | EDION Hiroshima      | 28 de mayo | 14:00 |
| Avispa Fukuoka      | 0 - 0 | Urawa Red Diamonds  | Level-5              | 28 de mayo | 17:00 |
| Vissel Kobe         | 4 - 1 | Consadole Sapporo   | Misaki Park          | 29 de mayo | 13:05 |
| Kyoto Sanga         | 1 - 0 | Kawasaki Frontale   | Nishikyogoku         | 29 de mayo | 14:00 |
| F. C. Tokio         | 3 - 1 | Kashima Antlers     | Ajinomoto            | 29 de mayo | 14:00 |
| Shonan Bellmare     | 0 - 2 | Cerezo Osaka        | Shonan BMW Hiratsuka | 29 de mayo | 15:00 |
| Kashiwa Reysol      | 3 - 1 | Shimizu S-Pulse     | Hitachi Kashiwa      | 29 de mayo | 16:00 |
| Júbilo Iwata        | 0 - 2 | Yokohama F. Marinos | Yamaha               | 29 de mayo | 16:00 |
| Sagan Tosu          | 2 - 1 | Gamba Osaka         | Estadio de Tosu      | 29 de mayo | 17:00 |

| Kashima Antlers     | 1 - 0 | Kyoto Sanga         | Estadio de Kashima   | 18 de junio | 18:00 |
| Shonan Bellmare     | 2 - 0 | F. C. Tokio         | Shonan BMW Hiratsuka | 18 de junio | 18:00 |
| Shimizu S-Pulse     | 3 - 1 | Avispa Fukuoka      | IAI Nihondaira       | 18 de junio | 18:00 |
| Júbilo Iwata        | 3 - 1 | Sagan Tosu          | Yamaha               | 18 de junio | 18:00 |
| Urawa Red Diamonds  | 3 - 0 | Nagoya Grampus      | Saitama 2002         | 18 de junio | 19:00 |
| Kashiwa Reysol      | 3 - 1 | Vissel Kobe         | Hitachi Kashiwa      | 18 de junio | 19:00 |
| Kawasaki Frontale   | 5 - 2 | Consadole Sapporo   | Todoroki Kawasaki    | 18 de junio | 19:00 |
| Gamba Osaka         | 1 - 2 | Yokohama F. Marinos | Panasonic Suita      | 18 de junio | 19:00 |
| Sanfrecce Hiroshima | 2 - 1 | Cerezo Osaka        | EDION Hiroshima      | 18 de junio | 19:00 |

### Segunda vuelta
| Yokohama F. Marinos | 4 - 0 | Kashiwa Reysol      | Nissan            | 25 de junio | 16:00 |
| Avispa Fukuoka      | 1 - 3 | Sanfrecce Hiroshima | Level-5           | 25 de junio | 18:30 |
| Kawasaki Frontale   | 1 - 1 | Júbilo Iwata        | Todoroki Kawasaki | 25 de junio | 19:00 |
| Consadole Sapporo   | 1 - 0 | Gamba Osaka         | Domo de Sapporo   | 26 de junio | 18:00 |
| Nagoya Grampus      | 1 - 1 | Kashima Antlers     | Toyota            | 26 de junio | 18:00 |
| Cerezo Osaka        | 1 - 1 | Shimizu S-Pulse     | Yanmar Nagai      | 26 de junio | 18:00 |
| Vissel Kobe         | 0 - 1 | Urawa Red Diamonds  | Misaki Park       | 26 de junio | 18:00 |
| Kyoto Sanga         | 0 - 1 | Shonan Bellmare     | Nishikyogoku      | 26 de junio | 18:30 |
| Sagan Tosu          | 5 - 0 | F. C. Tokio         | Estadio de Tosu   | 26 de junio | 19:00 |

| F. C. Tokio         | 2 - 2 | Avispa Fukuoka      | Ajinomoto           | 2 de julio | 18:00 |
| Kashiwa Reysol      | 1 - 2 | Kashima Antlers     | Hitachi Kashiwa     | 2 de julio | 18:30 |
| Kyoto Sanga         | 2 - 1 | Consadole Sapporo   | Nishikyogoku        | 2 de julio | 18:30 |
| Sanfrecce Hiroshima | 3 - 0 | Júbilo Iwata        | EDION Hiroshima     | 2 de julio | 18:30 |
| Shonan Bellmare     | 0 - 0 | Nagoya Grampus      | Lemon Gas Hiratsuka | 2 de julio | 19:00 |
| Shimizu S-Pulse     | 3 - 5 | Yokohama F. Marinos | Olímpico de Tokio   | 2 de julio | 19:00 |
| Gamba Osaka         | 1 - 1 | Urawa Red Diamonds  | Panasonic Suita     | 2 de julio | 19:00 |
| Cerezo Osaka        | 2 - 1 | Kawasaki Frontale   | Yanmar Nagai        | 2 de julio | 19:00 |
| Sagan Tosu          | 0 - 2 | Vissel Kobe         | Estadio de Tosu     | 2 de julio | 19:30 |

| Kashima Antlers     | 3 - 3 | Cerezo Osaka        | Estadio de Kashima  | 6 de julio   | 19:00 |
| Kashiwa Reysol      | 0 - 1 | Nagoya Grampus      | Hitachi Kashiwa     | 6 de julio   | 19:00 |
| F. C. Tokio         | 3 - 0 | Consadole Sapporo   | Ajinomoto           | 6 de julio   | 19:00 |
| Yokohama F. Marinos | 3 - 0 | Sanfrecce Hiroshima | Nissan              | 6 de julio   | 19:00 |
| Shonan Bellmare     | 1 - 0 | Gamba Osaka         | Lemon Gas Hiratsuka | 6 de julio   | 19:00 |
| Júbilo Iwata        | 0 - 1 | Avispa Fukuoka      | Yamaha              | 6 de julio   | 19:00 |
| Vissel Kobe         | 2 - 1 | Shimizu S-Pulse     | Misaki Park         | 6 de julio   | 19:00 |
| Urawa Red Diamonds  | 2 - 2 | Kyoto Sanga         | Saitama 2002        | 6 de julio   | 19:30 |
| Kawasaki Frontale   | 4 - 0 | Sagan Tosu          | Todoroki Kawasaki   | 31 de agosto | 19:00 |

| Kawasaki Frontale   | 4 - 0 | Gamba Osaka         | Todoroki Kawasaki | 9 de julio  | 19:00 |
| Júbilo Iwata        | 0 - 1 | Vissel Kobe         | Yamaha            | 9 de julio  | 19:00 |
| Consadole Sapporo   | 0 - 0 | Kashima Antlers     | Domo de Sapporo   | 10 de julio | 14:00 |
| Nagoya Grampus      | 0 - 2 | Shimizu S-Pulse     | Toyota            | 10 de julio | 18:00 |
| Sanfrecce Hiroshima | 1 - 1 | Shonan Bellmare     | EDION Hiroshima   | 10 de julio | 18:00 |
| Urawa Red Diamonds  | 3 - 0 | F. C. Tokio         | Saitama 2002      | 10 de julio | 19:00 |
| Cerezo Osaka        | 2 - 2 | Yokohama F. Marinos | Yanmar Nagai      | 10 de julio | 19:00 |
| Avispa Fukuoka      | 1 - 0 | Kyoto Sanga         | Level-5           | 10 de julio | 19:00 |
| Sagan Tosu          | 0 - 1 | Kashiwa Reysol      | Estadio de Tosu   | 10 de julio | 19:00 |

| Kashima Antlers | 1 - 1 | Vissel Kobe         | Estadio de Kashima      | 16 de julio      | 18:00 |
| Shimizu S-Pulse | 1 - 2 | Urawa Red Diamonds  | IAI Nihondaira          | 16 de julio      | 18:00 |
| Kashiwa Reysol  | 1 - 0 | Consadole Sapporo   | Sankyo Frontier Kashiwa | 16 de julio      | 19:00 |
| Shonan Bellmare | 0 - 0 | Avispa Fukuoka      | Lemon Gas Hiratsuka     | 16 de julio      | 19:00 |
| Gamba Osaka     | 1 - 2 | Cerezo Osaka        | Panasonic Suita         | 16 de julio      | 19:00 |
| Sagan Tosu      | 2 - 2 | Yokohama F. Marinos | Estadio de Tosu         | 16 de julio      | 19:00 |
| F. C. Tokio     | 2 - 0 | Júbilo Iwata        | Ajinomoto               | 17 de julio      | 18:00 |
| Kyoto Sanga     | 1 - 1 | Sanfrecce Hiroshima | Sanga Kyocera           | 17 de julio      | 18:30 |
| Nagoya Grampus  | 1 - 1 | Kawasaki Frontale   | Toyota                  | 14 de septiembre | 19:30 |

| Consadole Sapporo   | 2 - 2 | Nagoya Grampus    | Domo de Sapporo | 30 de julio | 14:00 |
| Júbilo Iwata        | 1 - 0 | Shonan Bellmare   | Yamaha          | 30 de julio | 18:30 |
| Urawa Red Diamonds  | 3 - 1 | Kawasaki Frontale | Saitama 2002    | 30 de julio | 19:00 |
| Yokohama F. Marinos | 2 - 0 | Kashima Antlers   | Nissan          | 30 de julio | 19:00 |
| Gamba Osaka         | 1 - 1 | Kyoto Sanga       | Panasonic Suita | 30 de julio | 19:00 |
| Cerezo Osaka        | 2 - 0 | Avispa Fukuoka    | Yanmar Nagai    | 30 de julio | 19:00 |
| Vissel Kobe         | 0 - 1 | Kashiwa Reysol    | Misaki Park     | 30 de julio | 19:00 |
| Sanfrecce Hiroshima | 1 - 2 | F. C. Tokio       | EDION Hiroshima | 30 de julio | 19:00 |
| Shimizu S-Pulse     | 3 - 3 | Sagan Tosu        | IAI Nihondaira  | 31 de julio | 18:00 |

| Kashima Antlers   | 0 - 2 | Sanfrecce Hiroshima | Estadio de Kashima  | 6 de agosto  | 18:00 |
| Kyoto Sanga       | 1 - 2 | Kashiwa Reysol      | Sanga Kyocera       | 6 de agosto  | 18:30 |
| Nagoya Grampus    | 3 - 0 | Urawa Red Diamonds  | Toyota              | 6 de agosto  | 19:00 |
| Cerezo Osaka      | 3 - 0 | Vissel Kobe         | Yanmar Nagai        | 6 de agosto  | 19:00 |
| F. C. Tokio       | 0 - 2 | Shimizu S-Pulse     | Ajinomoto           | 7 de agosto  | 18:00 |
| Kawasaki Frontale | 2 - 1 | Yokohama F. Marinos | Todoroki Kawasaki   | 7 de agosto  | 19:00 |
| Shonan Bellmare   | 1 - 5 | Consadole Sapporo   | Lemon Gas Hiratsuka | 7 de agosto  | 19:00 |
| Sagan Tosu        | 2 - 0 | Júbilo Iwata        | Estadio de Tosu     | 7 de agosto  | 19:00 |
| Avispa Fukuoka    | 0 - 1 | Gamba Osaka         | Level-5             | 31 de agosto | 19:00 |

| Consadole Sapporo   | 0 - 2 | Vissel Kobe         | Domo de Sapporo         | 13 de agosto    | 14:00 |
| Júbilo Iwata        | 0 - 6 | Urawa Red Diamonds  | Yamaha                  | 13 de agosto    | 18:30 |
| Kashima Antlers     | 2 - 0 | Avispa Fukuoka      | Estadio de Kashima      | 14 de agosto    | 18:00 |
| Kashiwa Reysol      | 2 - 3 | Sanfrecce Hiroshima | Sankyo Frontier Kashiwa | 14 de agosto    | 18:30 |
| Gamba Osaka         | 0 - 2 | Shimizu S-Pulse     | Panasonic Suita         | 14 de agosto    | 19:00 |
| Sagan Tosu          | 0 - 0 | Nagoya Grampus      | Estadio de Tosu         | 14 de agosto    | 19:00 |
| Yokohama F. Marinos | 3 - 0 | Shonan Bellmare     | Nissan                  | 7 de septiembre | 19:00 |
| F. C. Tokio         | 4 - 0 | Cerezo Osaka        | Ajinomoto               | 12 de octubre   | 19:00 |
| Kawasaki Frontale   | 3 - 1 | Kyoto Sanga         | Todoroki Kawasaki       | 12 de octubre   | 19:00 |

| Nagoya Grampus      | 1 - 0 | Júbilo Iwata        | Toyota              | 19 de agosto     | 19:30 |
| Consadole Sapporo   | 1 - 2 | Sagan Tosu          | Domo de Sapporo     | 20 de agosto     | 14:00 |
| Shimizu S-Pulse     | 1 - 1 | Kashiwa Reysol      | IAI Nihondaira      | 20 de agosto     | 18:00 |
| Sanfrecce Hiroshima | 5 - 2 | Gamba Osaka         | EDION Hiroshima     | 20 de agosto     | 19:00 |
| Avispa Fukuoka      | 1 - 4 | Kawasaki Frontale   | Level-5             | 20 de agosto     | 19:00 |
| Shonan Bellmare     | 1 - 1 | Kashima Antlers     | Lemon Gas Hiratsuka | 21 de agosto     | 19:00 |
| Kyoto Sanga         | 1 - 2 | Yokohama F. Marinos | Sanga Kyocera       | 14 de septiembre | 19:00 |
| Vissel Kobe         | 2 - 1 | F. C. Tokio         | Misaki Park         | 14 de septiembre | 19:00 |
| Urawa Red Diamonds  | 0 - 1 | Cerezo Osaka        | Saitama 2002        | 14 de septiembre | 19:30 |

| Sagan Tosu          | 1 - 1 | Avispa Fukuoka      | Estadio de Tosu         | 26 de agosto  | 19:00 |
| Shimizu S-Pulse     | 1 - 0 | Kyoto Sanga         | IAI Nihondaira          | 27 de agosto  | 18:00 |
| Nagoya Grampus      | 0 - 2 | Gamba Osaka         | Toyota                  | 27 de agosto  | 18:00 |
| Kashiwa Reysol      | 3 - 6 | F. C. Tokio         | Sankyo Frontier Kashiwa | 27 de agosto  | 19:00 |
| Cerezo Osaka        | 0 - 3 | Sanfrecce Hiroshima | Yanmar Nagai            | 27 de agosto  | 19:00 |
| Kawasaki Frontale   | 2 - 1 | Kashima Antlers     | Todoroki Kawasaki       | 27 de agosto  | 19:00 |
| Yokohama F. Marinos | 0 - 1 | Júbilo Iwata        | Nissan                  | 12 de octubre | 19:00 |
| Vissel Kobe         | 1 - 0 | Shonan Bellmare     | Misaki Park             | 12 de octubre | 19:00 |
| Urawa Red Diamonds  | 1 - 1 | Consadole Sapporo   | Saitama 2002            | 12 de octubre | 19:30 |

| Consadole Sapporo   | 2 - 1 | Cerezo Osaka        | Domo de Sapporo     | 2 de septiembre | 19:30 |
| Kashima Antlers     | 2 - 2 | Urawa Red Diamonds  | Estadio de Kashima  | 3 de septiembre | 18:00 |
| Júbilo Iwata        | 2 - 2 | Kashiwa Reysol      | Yamaha              | 3 de septiembre | 18:30 |
| Sanfrecce Hiroshima | 2 - 0 | Shimizu S-Pulse     | EDION Hiroshima     | 3 de septiembre | 18:30 |
| F. C. Tokio         | 2 - 2 | Yokohama F. Marinos | Ajinomoto           | 3 de septiembre | 19:00 |
| Shonan Bellmare     | 2 - 1 | Kawasaki Frontale   | Lemon Gas Hiratsuka | 3 de septiembre | 19:00 |
| Kyoto Sanga         | 2 - 0 | Vissel Kobe         | Sanga Kyocera       | 3 de septiembre | 19:00 |
| Gamba Osaka         | 0 - 3 | Sagan Tosu          | Panasonic Suita     | 3 de septiembre | 19:00 |
| Avispa Fukuoka      | 2 - 3 | Nagoya Grampus      | Level-5             | 3 de septiembre | 19:00 |

| Shimizu S-Pulse     | 1 - 1 | Shonan Bellmare     | IAI Nihondaira    | 10 de septiembre | 18:00 |
| Kawasaki Frontale   | 4 - 0 | Sanfrecce Hiroshima | Todoroki Kawasaki | 10 de septiembre | 18:30 |
| Urawa Red Diamonds  | 4 - 1 | Kashiwa Reysol      | Saitama 2002      | 10 de septiembre | 19:00 |
| Yokohama F. Marinos | 1 - 0 | Avispa Fukuoka      | Nissan            | 10 de septiembre | 19:00 |
| Kyoto Sanga         | 1 - 1 | Kashima Antlers     | Sanga Kyocera     | 10 de septiembre | 19:00 |
| Gamba Osaka         | 0 - 0 | F. C. Tokio         | Panasonic Suita   | 10 de septiembre | 19:00 |
| Cerezo Osaka        | 2 - 1 | Sagan Tosu          | Yanmar Nagai      | 10 de septiembre | 19:00 |
| Vissel Kobe         | 0 - 0 | Nagoya Grampus      | Misaki Park       | 10 de septiembre | 19:00 |
| Consadole Sapporo   | 4 - 0 | Júbilo Iwata        | Domo de Sapporo   | 11 de septiembre | 13:05 |

| Sagan Tosu          | 1 - 1 | Kashima Antlers     | Estadio de Tosu         | 16 de septiembre | 19:00 |
| Júbilo Iwata        | 2 - 2 | Cerezo Osaka        | Yamaha                  | 17 de septiembre | 18:00 |
| Kashiwa Reysol      | 1 - 1 | Kawasaki Frontale   | Sankyo Frontier Kashiwa | 17 de septiembre | 19:00 |
| Shonan Bellmare     | 0 - 0 | Urawa Red Diamonds  | Lemon Gas Hiratsuka     | 17 de septiembre | 19:00 |
| Nagoya Grampus      | 0 - 0 | Sanfrecce Hiroshima | Toyota                  | 17 de septiembre | 19:00 |
| Avispa Fukuoka      | 3 - 2 | Shimizu S-Pulse     | Level-5                 | 17 de septiembre | 19:00 |
| Yokohama F. Marinos | 0 - 0 | Consadole Sapporo   | Nissan                  | 18 de septiembre | 14:00 |
| F. C. Tokio         | 2 - 0 | Kyoto Sanga         | Ajinomoto               | 18 de septiembre | 19:00 |
| Vissel Kobe         | 2 - 1 | Gamba Osaka         | Misaki Park             | 18 de septiembre | 19:00 |

| Cerezo Osaka        | 1 - 1 | Shonan Bellmare     | Yanmar Nagai       | 1 de octubre  | 14:00 |
| Avispa Fukuoka      | 0 - 1 | Vissel Kobe         | Level-5            | 1 de octubre  | 14:00 |
| Kashima Antlers     | 0 - 1 | F. C. Tokio         | Estadio de Kashima | 1 de octubre  | 15:00 |
| Sanfrecce Hiroshima | 4 - 1 | Urawa Red Diamonds  | EDION Hiroshima    | 1 de octubre  | 15:00 |
| Sagan Tosu          | 0 - 1 | Kyoto Sanga         | Estadio de Tosu    | 1 de octubre  | 15:00 |
| Consadole Sapporo   | 4 - 3 | Kawasaki Frontale   | Domo de Sapporo    | 1 de octubre  | 16:00 |
| Nagoya Grampus      | 0 - 4 | Yokohama F. Marinos | Toyota             | 1 de octubre  | 16:00 |
| Gamba Osaka         | 0 - 0 | Kashiwa Reysol      | Panasonic Suita    | 1 de octubre  | 16:00 |
| Shimizu S-Pulse     | 1 - 1 | Júbilo Iwata        | IAI Nihondaira     | 22 de octubre | 16:00 |

| Consadole Sapporo   | 1 - 2 | Avispa Fukuoka      | Domo de Sapporo         | 8 de octubre | 14:00 |
| Kawasaki Frontale   | 3 - 2 | Shimizu S-Pulse     | Todoroki Kawasaki       | 8 de octubre | 14:00 |
| Yokohama F. Marinos | 0 - 2 | Gamba Osaka         | Nissan                  | 8 de octubre | 14:00 |
| Júbilo Iwata        | 3 - 3 | Kashima Antlers     | Yamaha                  | 8 de octubre | 14:00 |
| Kyoto Sanga         | 1 - 1 | Nagoya Grampus      | Sanga Kyocera           | 8 de octubre | 14:00 |
| Vissel Kobe         | 4 - 0 | Sanfrecce Hiroshima | Misaki Park             | 8 de octubre | 14:00 |
| Urawa Red Diamonds  | 2 - 1 | Sagan Tosu          | Saitama 2002            | 8 de octubre | 15:00 |
| F. C. Tokio         | 0 - 2 | Shonan Bellmare     | Ajinomoto               | 8 de octubre | 15:00 |
| Kashiwa Reysol      | 0 - 0 | Cerezo Osaka        | Sankyo Frontier Kashiwa | 8 de octubre | 16:00 |

| Kawasaki Frontale   | 2 - 1 | Vissel Kobe        | Todoroki Kawasaki   | 29 de octubre | 15:00 |
| Yohohama F. Marinos | 4 - 1 | Urawa Red Diamonds | Nissan              | 29 de octubre | 15:00 |
| Shonan Bellmare     | 3 - 0 | Sagan Tosu         | Lemon Gas Hiratsuka | 29 de octubre | 15:00 |
| Shimizu S-Pulse     | 0 - 1 | Kashima Antlers    | IAI Nihondaira      | 29 de octubre | 15:00 |
| Nagoya Grampus      | 2 - 1 | F. C. Tokio        | Toyota              | 29 de octubre | 15:00 |
| Kyoto Sanga         | 0 - 0 | Cerezo Osaka       | Sanga Kyocera       | 29 de octubre | 15:00 |
| Gamba Osaka         | 2 - 0 | Júbilo Iwata       | Panasonic Suita     | 29 de octubre | 15:00 |
| Sanfrecce Hiroshima | 1 - 2 | Consadole Sapporo  | EDION Hiroshima     | 29 de octubre | 15:00 |
| Avispa Fukuoka      | 2 - 1 | Kashiwa Reysol     | Level-5             | 29 de octubre | 15:00 |

| Consadole Sapporo  | 4 - 3 | Shimizu S-Pulse         | Domo de Sapporo         | 5 de noviembre | 14:00 |
| Kashima Antlers    | 0 - 0 | Gamba Osaka             | Estadio de Kashima      | 5 de noviembre | 14:00 |
| Urawa Red Diamonds | 1 - 1 | Avispa Fukuoka          | Saitama 2002            | 5 de noviembre | 14:00 |
| Kashiwa Reysol     | 1 - 2 | Shonan Bellmare         | Sankyo Frontier Kashiwa | 5 de noviembre | 14:00 |
| F. C. Tokio        | 2 - 3 | Kawasaki Frontale       | Ajinomoto               | 5 de noviembre | 14:00 |
| Júbilo Iwata       | 0 - 0 | Kyoto Sanga             | Yamaha                  | 5 de noviembre | 14:00 |
| Cerezo Osaka       | 0 - 1 | Nagoya Grampus          | Yanmar Nagai            | 5 de noviembre | 14:00 |
| Vissel Kobe        | 1 - 3 | Yokohama F. Marinos (C) | Misaki Park             | 5 de noviembre | 14:00 |
| Sagan Tosu         | 2 - 2 | Sanfrecce Hiroshima     | Estadio de Tosu         | 5 de noviembre | 14:00 |

### Tabla de resultados cruzados
| Local \ Visitante   | AVI | CER | TOK | GAM | CON | ANT | REY | FRO | GRA | SAG | SFR | SSP | BEL | KYO | RED | JUB | VIS | FMA |
| ------------------- | --- | --- | --- | --- | --- | --- | --- | --- | --- | --- | --- | --- | --- | --- | --- | --- | --- | --- |
| Avispa Fukuoka      | —   | 0–0 | 5–1 | 0–1 | 0–0 | 0–1 | 2–1 | 1–4 | 2–3 | 0–0 | 1–3 | 3–2 | 0–0 | 1–0 | 0–0 | 1–1 | 0–1 | 1–0 |
| Cerezo Osaka        | 2–0 | —   | 0–1 | 3–1 | 2–2 | 0–3 | 0–1 | 2–1 | 0–1 | 2–1 | 0–3 | 1–1 | 1–1 | 1–1 | 2–0 | 2–1 | 3–0 | 2–2 |
| F. C. Tokio         | 2–2 | 4–0 | —   | 2–0 | 3–0 | 3–1 | 0–0 | 2–3 | 0–0 | 0–1 | 2–1 | 0–2 | 0–2 | 2–0 | 0–0 | 2–0 | 3–1 | 2–2 |
| Gamba Osaka         | 2–3 | 1–2 | 0–0 | —   | 0–0 | 1–3 | 0–0 | 2–2 | 3–1 | 0–3 | 2–0 | 0–2 | 0–1 | 1–1 | 1–1 | 2–0 | 2–0 | 1–2 |
| Consadole Sapporo   | 1–2 | 2–1 | 0–0 | 1–0 | —   | 0–0 | 1–6 | 4–3 | 2–2 | 1–2 | 1–1 | 4–3 | 1–0 | 1–0 | 1–1 | 4–0 | 0–2 | 1–1 |
| Kashima Antlers     | 2–0 | 3–3 | 0–1 | 0–0 | 4–1 | —   | 1–0 | 0–2 | 0–0 | 4–4 | 0–2 | 2–1 | 2–1 | 1–0 | 2–2 | 3–1 | 1–1 | 0–3 |
| Kashiwa Reysol      | 1–0 | 0–0 | 3–6 | 0–1 | 1–0 | 1–2 | —   | 1–1 | 0–1 | 1–4 | 2–3 | 3–1 | 1–2 | 0–2 | 0–0 | 2–0 | 3–1 | 3–1 |
| Kawasaki Frontale   | 2–0 | 1–4 | 1–0 | 4–0 | 5–2 | 2–1 | 1–0 | —   | 1–0 | 4–0 | 4–1 | 3–2 | 0–4 | 3–1 | 2–1 | 1–1 | 2–1 | 2–1 |
| Nagoya Grampus      | 1–0 | 1–0 | 2–1 | 0–2 | 0–2 | 1–1 | 1–1 | 1–1 | —   | 1–1 | 0–0 | 0–2 | 2–1 | 1–1 | 3–0 | 1–0 | 2–0 | 0–4 |
| Sagan Tosu          | 1–1 | 1–1 | 5–0 | 2–1 | 5–0 | 1–1 | 0–1 | 0–0 | 0–0 | —   | 2–2 | 0–0 | 1–1 | 0–1 | 1–0 | 2–0 | 0–2 | 2–2 |
| Sanfrecce Hiroshima | 1–0 | 2–1 | 1–2 | 5–2 | 1–2 | 3–0 | 1–2 | 0–2 | 1–0 | 0–0 | —   | 2–0 | 1–1 | 3–1 | 4–1 | 3–0 | 1–1 | 2–0 |
| Shimizu S-Pulse     | 3–1 | 1–3 | 0–3 | 1–1 | 1–1 | 0–1 | 1–1 | 0–2 | 1–2 | 3–3 | 2–2 | —   | 1–1 | 1–0 | 1–2 | 1–1 | 0–0 | 3–5 |
| Shonan Bellmare     | 0–0 | 0–2 | 2–0 | 1–0 | 1–5 | 1–1 | 0–2 | 2–1 | 0–0 | 3–0 | 0–1 | 1–4 | —   | 1–1 | 0–0 | 0–0 | 2–1 | 1–4 |
| Kyoto Sanga         | 0–1 | 0–0 | 0–1 | 1–1 | 2–1 | 1–1 | 1–2 | 1–0 | 1–1 | 3–1 | 1–1 | 0–0 | 0–1 | —   | 1–0 | 1–4 | 2–0 | 1–2 |
| Urawa Red Diamonds  | 1–1 | 0–1 | 3–0 | 0–1 | 1–1 | 1–1 | 4–1 | 3–1 | 3–0 | 2–1 | 0–0 | 1–1 | 2–0 | 2–2 | —   | 4–1 | 2–2 | 3–3 |
| Júbilo Iwata        | 0–1 | 2–2 | 2–1 | 1–1 | 1–2 | 3–3 | 2–2 | 1–1 | 2–1 | 3–1 | 2–2 | 1–2 | 1–0 | 0–0 | 0–6 | —   | 0–1 | 0–2 |
| Vissel Kobe         | 0–0 | 0–1 | 2–1 | 2–1 | 4–1 | 0–2 | 0–1 | 0–1 | 0–0 | 4–0 | 4–0 | 2–1 | 1–0 | 1–3 | 0–1 | 0–0 | —   | 1–3 |
| Yokohama F. Marinos | 1–0 | 2–2 | 2–1 | 0–2 | 0–0 | 2–0 | 4–0 | 4–2 | 2–1 | 0–0 | 3–0 | 2–0 | 3–0 | 2–0 | 4–1 | 0–1 | 2–0 | —   |

## Play-offs de ascenso-descenso
En los play-offs, oficialmente llamados J.League J1/J2 Play-offs 2022 (japonés: 2022 J1参入プレーオフ), el equipo en el puesto 16 de la J1 League se enfrentó a los ganadores de los play-offs de ascenso de la J2 League. Si perdía, el equipo J2 ascendería en su lugar para la J1 League de 2023. Fagiano Okayama, Roasso Kumamoto, Oita Trinita y Montedio Yamagata se clasificaron para los play-offs de ascenso al terminar entre el tercero y el sexto lugar en la J2 League 2022.
En las dos primeras rondas de los play-offs, si el marcador estaba empatado después de los 90 minutos, no se jugaba tiempo extra y el ganador era el equipo con la ubicación más alta en la tabla de posiciones de la J2 League. En el partido final contra el equipo de la J1 League, si el marcador estaba empatado después de 90 minutos, no se jugaba tiempo extra y ambos equipos se quedaban en sus respectivas ligas.

### Cuadro de desarrollo
|  | Primera ronda | Primera ronda     | Primera ronda |                 |      | Semifinal         | Semifinal      | Semifinal      |   |  | Final           | Final           | Final           |  |
|  | 30 de octubre | 30 de octubre     | 30 de octubre |                 |      | 6 de noviembre    | 6 de noviembre | 6 de noviembre |   |  | 13 de noviembre | 13 de noviembre | 13 de noviembre |  |
|  |               |                   |               |                 |      |                   |                |                |   |  |                 |                 |                 |  |
|  |               |                   |               |                 |      |                   |                |                |   |  |                 |                 |                 |  |
|  |               |                   |               |                 |      |                   |                |                |   |  |                 |                 |                 |  |
|  |               |                   |               |                 |      |                   |                |                |   |  |                 |                 |                 |  |
|  |               |                   |               |                 |      |                   |                |                |   |  |                 |                 |                 |  |
|  |               |                   |               |                 |      |                   |                |                |   |  |                 |                 |                 |  |
|  |               |                   |               |                 |      |                   |                |                |   |  |                 |                 |                 |  |
|  |               |                   |               |                 |      |                   |                |                |   |  |                 |                 |                 |  |
|  |               |                   |               |                 |      |                   |                |                |   |  |                 |                 |                 |  |
|  |               |                   |               |                 |      |                   |                |                |   |  |                 |                 |                 |  |
|  |               |                   |               |                 |      |                   |                |                |   |  |                 |                 |                 |  |
|  |               |                   |               |                 |      |                   | J1-16          | Kyoto Sanga    | 1 |  |                 |                 |                 |  |
|  |               |                   |               |                 |      |                   |                |                | 1 |  |                 |                 |                 |  |
|  |               |                   | J2-4          | Roasso Kumamoto | 1    |                   |                |                |   |  |                 |                 |                 |  |
|  | J2-3          | Fagiano Okayama   | J2-4          | Roasso Kumamoto | 1    | 0                 |                |                |   |  |                 |                 |                 |  |
|  | J2-3          | Fagiano Okayama   |               |                 |      |                   |                |                |   |  |                 |                 |                 |  |
|  | J2-6          | Montedio Yamagata | 3             |                 |      |                   |                |                |   |  |                 |                 |                 |  |
|  | J2-6          | Montedio Yamagata | 3             |                 | J2-6 | Montedio Yamagata | 2              |                |   |  |                 |                 |                 |  |
|  |               |                   |               |                 | J2-6 | Montedio Yamagata | 2              |                |   |  |                 |                 |                 |  |
|  |               |                   | J2-4          | Roasso Kumamoto | 2    |                   |                |                |   |  |                 |                 |                 |  |
|  | J2-4          | Roasso Kumamoto   | J2-4          | Roasso Kumamoto | 2    | 2                 |                |                |   |  |                 |                 |                 |  |
|  | J2-4          | Roasso Kumamoto   |               |                 |      |                   |                |                |   |  |                 |                 |                 |  |
|  | J2-5          | Oita Trinita      | 2             |                 |      |                   |                |                |   |  |                 |                 |                 |  |
|  | J2-5          | Oita Trinita      | 2             |                 |      |                   |                |                |   |  |                 |                 |                 |  |
|  |               |                   |               |                 |      |                   |                |                |   |  |                 |                 |                 |  |

### Primera ronda
| 30 de octubre                                                                                  | Roasso Kumamoto               | 2 – 2   | Oita Trinita                     | Estadio Umakana Yokana, Kumamoto                               |                                                                |
| 13:05 (UTC+9)                                                                                  | - Sakamoto 87' - Aihara 90+2' | Reporte | - Isa 1' - Matheus Pereira 90+8' | Asistencia: 13 818 espectadores Árbitro(s): Koichiro Fukushima | Asistencia: 13 818 espectadores Árbitro(s): Koichiro Fukushima |
| Roasso Kumamoto avanzó por tener mejor ubicación en la temporada regular de la J2 League 2022. |                               |         |                                  |                                                                |                                                                |

| 30 de octubre | Fagiano Okayama | 0 – 3   | Montedio Yamagata                              | Estadio City Light, Okayama                                |                                                            |
| 14:00 (UTC+9) |                 | Reporte | - Disaro 5' - Dellatorre 75' - Tiago Alves 80' | Asistencia: 11 854 espectadores Árbitro(s): Hayato Shimizu | Asistencia: 11 854 espectadores Árbitro(s): Hayato Shimizu |

### Semifinal
| 6 de noviembre                                                                                 | Roasso Kumamoto            | 2 – 2   | Montedio Yamagata         | Estadio Umakana Yokana, Kumamoto                        |                                                         |
| 13:05 (UTC+9)                                                                                  | - Iyoha 12' - Sugiyama 50' | Reporte | - Yamada 17' - Minami 24' | Asistencia: 11 429 espectadores Árbitro(s): Jumpei Iida | Asistencia: 11 429 espectadores Árbitro(s): Jumpei Iida |
| Roasso Kumamoto avanzó por tener mejor ubicación en la temporada regular de la J2 League 2022. |                            |         |                           |                                                         |                                                         |

### Final
| 13 de noviembre                                                                       | Kyoto Sanga  | 1 – 1   | Roasso Kumamoto | Estadio Sanga Kyocera, Kameoka                         |                                                        |
| 13:05 (UTC+9)                                                                         | Toyokawa 39' | Reporte | Iyoha 68'       | Asistencia: 18 207 espectadores Árbitro(s): Ryūji Satō | Asistencia: 18 207 espectadores Árbitro(s): Ryūji Satō |
| Como resultado del empate ambos equipos se mantuvieron en sus respectivas categorías. |              |         |                 |                                                        |                                                        |

## Goleadores
| Rank | Jugador                         | Club              | Goles |
| ---- | ------------------------------- | ----------------- | ----- |
| 1    | Thiago Santana                  | Shimizu S-Pulse   | 14    |
| 2    | Shuto Machino                   | Shonan Bellmare   | 13    |
| 3    | Akihiro Ienaga                  | Kawasaki Frontale | 12    |
| 3    | Adaílton dos Santos da Silva    | FC Tokyo          | 12    |
| 3    | Marcio Augusto da Silva Barbosa | Kawasaki Frontale | 12    |